# Estació de World Trade Center
Estació en projecte que serà la futura terminal de la línia T4 amb l'obertura del traçat Ciutadella|Vila Olímpica - World Trade Center planejada l'any 2026.